# Вилянуева (Хондурас)
Вилянуева (на испански: Villanueva) е град в департамент Кортес, Хондурас. Населението на града през 2010 година е 41 956 души.